# Independence Day: Återkomsten
Independence Day: Återkomsten (engelska: Independence Day: Resurgence) är en amerikansk science fiction katastroffilm från 2016, regisserad av Roland Emmerich. Den är en uppföljare till Independence Day från 1996. Skådespelarna Jeff Goldblum, Bill Pullman, Judd Hirsch, Vivica A. Fox och Brent Spiner repriserar sina roller från den förra filmen.
Filmen hade biopremiär i USA den 24 juni 2016 och Sverigepremiär den 29 juni 2016.

## Handling
Tjugo år efter händelserna i förra filmen har utomjordingarna kommit tillbaka till jorden, nu ännu mer och kraftfullare, för att ännu en gång utplåna mänskligheten.

## Rollista
- Liam Hemsworth − Jake Morrison
- Jeff Goldblum − David Levinson
- Bill Pullman − Thomas J. Whitmore
- Maika Monroe − Patricia Whitmore
- Travis Tope − Charlie
- William Fichtner − Joshua Adams
- Charlotte Gainsbourg − Dr. Catherine Marceaux
- Judd Hirsch − Julius Levinson
- Jessie Usher − Dylan Dubrow-Hiller
- Brent Spiner − Dr. Brakish Okun
- Vivica A. Fox − Jasmine Dubrow-Hiller
- Angelababy − Rain Lao
- Sela Ward − president Elizabeth Lanford
- Chin Han − Jiang Lao
- Patrick St. Esprit − Tanner
- Joey King − Sam
- Deobia Oparei − Dikembe
- Gbenga Akinnagbe − Agent Matthew Travis

## Mottagande
Independence Day: Återkomsten möttes mestadels av negativa recensioner av kritiker. På Rotten Tomatoes har filmen ett medelbetyg på 32%, baserat på 186 recensioner, och ett genomsnittsbetyg på 4,4 av 10. På Metacritic har filmen genomsnittsbetyget 32 av 100, baserat på 40 recensioner.

### Fotnoter
1. ↑  ”Independence Day: Resurgence” (på engelska). Box Office Mojo. 24 juni 2016. http://www.boxofficemojo.com/movies/?id=id42.htm. Läst 5 september 2016.
2. ↑  ”Independence Day: Resurgence”. Svensk filmdatabas. 29 juni 2016. http://www.sfi.se/sv/svensk-filmdatabas/Item/?type=MOVIE&itemid=85699&ref=%2ftemplates%2fSwedishFilmSearchResult.aspx%3fid%3d1225%26epslanguage%3dsv%26searchword%3dIndependence+Day%3a+%C3%85terkomsten%26type%3dMovieTitle%26match%3dBegin%26page%3d1%26prom%3dFalse. Läst 5 september 2016.